# VP8
VP8 is een vrije en opensourcecodec voor videobestanden in ontwikkeling door onder andere Google. Het is vrij van patenten ontwikkeld door On2 Technologies opgekocht door Google en vervolgens vrijgegeven. VP8 wordt vaak in combinatie met Opus audio gebruikt, bijvoorbeeld in WebRTC. De codec is inmiddels opgevolgd door VP9.